# Bucculatrix domicola
Bucculatrix domicola är en fjärilsart som beskrevs av Braun 1963. Bucculatrix domicola ingår i släktet Bucculatrix och familjen kronmalar. Inga underarter finns listade i Catalogue of Life.